# Davlat Boltaev
Davlat Rustamovich Boltaev (født 13. januar 1999) er en tadsjikisk bokser.
Han repræsenterede Tadsjikistan ved sommer-OL 2024 i Paris, hvor han vandt bronze i sværvægtsdivisionen, hvor han tabte til Lazizbek Mullojonov.

## Karriere
I 2022 kom Boltaev på en 5. plads ved de asiatiske mesterskaber i Amman, Jordan. I 2023 kom han på en 5. plads ved verdensmesterskaberne i Tashkent, Uzbekistan.